# Льговское
Льго́вское (укр. Льговське, крымскотат. Çelebi Eli, Челеби Эли) — село, согласно территориальному делению России — административный центр Льговского сельского поселения Кировского района Республики Крым, согласно административно-территориальному делению АР Крым село является центром Льговского сельсовета Автономной Республики Крым.

## Население
| 2001 | 2014  |
| ---- | ----- |
| 2143 | ↘1605 |

Всеукраинская перепись 2001 года показала следующее распределение по носителям языка
| Язык             | Процент |
| ---------------- | ------- |
| русский          | 61.46   |
| крымскотатарский | 20.02   |
| украинский       | 14.51   |
| другие           | 0.42    |

### Динамика численности
- 1974 год — 2263 чел.[12]
- 1989 год — 2173 чел.[13]
- 2001 год — 2143 чел.[14]
- 2009 год — 2033 чел.[15]
- 2014 год — 1605 чел.[16]

## Современное состояние
На 2017 год в Льговском числится 11 улиц; на 2009 год, по данным сельсовета, село занимало площадь 120,5 гектара на которой, в 864 дворах, проживало 2033 человека. На территории села действуют средняя общеобразовательная школа и детский сад № 11 «Берёзка», сельский Дом культуры, построенный в 1964 году на базе летнего кинотеатра, амбулатория общей практики семейной медицины, отделение почты России, храм святителя Николая, архиепископа Мир Ликийских. Льговское связано автобусным сообщением с городами Крыма, райцентром и соседними населёнными пунктами.

## География
Льговское — село на юго-западе района, в северных отрогах горного массива Кубалач Внутренней гряды Крымских гор, на левом берегу реки Мокрый Индол, высота центра села над уровнем моря — 151 м. Ближайшие населённые пункты — Долинное в 4 км на юго-запад, выше по реке и Золотое Поле примерно в 3 км на северо-восток, ниже по течению. Райцентр Кировское — примерно в 27 километрах (по шоссе), там же ближайшая железнодорожная станция — Кировская (на линии Джанкой — Феодосия). Транспортное сообщение осуществляется по региональным автодорогам 35Н-113 Белогорск — Льговское, 35Н-197 Пруды — Льговское и 35Н-205 Золотое Поле — Курское — до автодороги Симферополь — Феодосия (по украинской классификации — С-0-10337, С-0-10508 и С-0-10516).

## История
Льговское, (поначалу Ново-Льговское) основано, в составе Старо-Крымского района, переселенцами из Льговского района Курской области в 1951 году (отсюда и название села), как отделение колхоза имени Мичурина с центральной усадьбой в селе Долинное. 26 апреля 1954 года Крымская область была передана из состава РСФСР в состав УССР. До 1960 годуа (поскольку в «Справочнике административно-территориального деления Крымской области на 15 июня 1960 года» селение уже не значилось) к Льговскому присоединили село Ястребки (согласно справочнику «Крымская область. Административно-территориальное деление на 1 января 1968 года» — в период с 1954 по 1968 годы). После ликвидации в 1959 году Старокрымского района село переподчинили Кировскому. В том же году колхоз им. Мичурина объединили с совхозом «Золотое поле», в 1963 году разделённый на 2 совхоза: «Золотое поле» и «Жемчужный» с центральной усадьбой в Льговском. На 15 июня 1960 года село числилось в составе Золотополенского сельсовета. В 1965 году в село прибыли новые переселенцы из Украины. С 1 сентября 1970 года — центр сельсовета (выделен из Золотополенского). На 1974 год в Льговском числилось 2263 жителя. По данным переписи 1989 года в селе проживало 2173 человека. С 12 февраля 1991 года село в восстановленной Крымской АССР, 26 февраля 1992 года переименованной в Автономную Республику Крым. С 21 марта 2014 года в составе Крыма аннексировано Россией.
С февраля 2017 года возобновлено наполнение Льговского водохранилища. В декабре было восстановлено круглосуточное водоснабжение села.